# Ilse Killer
Ilse Killer (* 31. Dezember 1925 in Graz; † 2013 in Linz) war eine österreichische Sekretärin der Geheimen Staatspolizei (Gestapo) sowie für die Polizei der Republik Österreich. Sie wurde 1949 aufgrund des Ukas 43 von einem sowjetischen Gericht als angebliche Kriegsverbrecherin verurteilt und erst 1997 rehabilitiert.

## Leben
Ilse Killer besuchte die Handelsschule in Graz. In der Zeit des Zweiten Weltkrieges wurde sie für die Geheime Staatspolizei (Gestapo) in Graz als Sekretärin dienstverpflichtet. Im Ausmaß dieser Tätigkeit soll sie an der Organisation von Kriegs- und Völkerrechtsverbrechen der Gestapo im Reichsgau Steiermark beteiligt gewesen sein. Nach der Kapitulation der Wehrmacht und dem Einmarsch der Roten Armee in Graz am 8. Mai 1945 wurde sie am 9. Mai 1945 in Haft genommen. Vom sowjetischen NKWD wurde sie zunächst im Keller einer Villa festgehalten und verhört, um an Informationen über ihre Vorgesetzten zu gelangen. Gegen Ende desselben Monats wurde Killer in das Gefängnis von Szombathely in Ungarn nahe der österreichischen Grenze überführt und gelangte über Rumänien schließlich in das sowjetische Arbeitslager Dnepropetrovsk. Im Dezember 1949 wurde sie aufgrund des Ukas 43 zu 25 Jahren Arbeitslager verurteilt. Nach zwei Monaten folgte ihre Begnadigung. Als Teil einer Gruppe von Heimkehrern konnte sie im Oktober 1953 über Wiener Neustadt ihre Heimatstadt Graz erreichen. Hier trat sie eine Stelle als Sekretärin für die steirische Polizeidirektion der wiedererrichteten Republik Österreich an. Im Jahr 1997 rehabilitierte sie die Russische Föderation, da „sich in der Akte weder Beweismittel, noch ein Geständnis noch Zeugenaussagen für eine direkte Beteiligung an Verbrechen gegen sowjetische Staatsbürger befanden“.